# Средневековая литература
Средневековая литература — литература, принадлежащая периоду, который начинается в поздней античности (IV—V века), а завершается в XV веке (Средние века). Самыми ранними произведениями, оказавшими наибольшее влияние на последующую средневековую литературу, стали христианские Евангелия (I век), религиозные гимны Амвросия Медиоланского (340—397), работы Августина Блаженного («Исповедь», 400 год; «О граде Божием», 410—428 годы), перевод Библии на латинский язык, осуществлённый Иеронимом Стридонским (до 410 года) и другие труды Латинских Отцов Церкви и философов ранней схоластики.
Зарождение и развитие литературы Средневековья определяется тремя основными факторами: традициями народного творчества, культурным влиянием античного мира и христианством.
Своей кульминации средневековое искусство достигло в XII—XIII веках. В это время его важнейшими достижениями стала готическая архитектура (Собор Парижской Богоматери), рыцарская литература, героический эпос. 
Угасание средневековой культуры и переход её в качественно новую стадию — Возрождение (Ренессанс) — проходит в Италии в XIV веке, в других странах Западной Европы — в XV веке. Этот переход осуществлялся через так называемую словесность средневекового города, которая в эстетичном плане имеет полностью средневековый характер и переживает свой расцвет в XIV—XV и XVI веках.

## Латинская и народная литература
Медиевисты XIX века различали два вида средневековой литературы, «учёную» и «народную». Такая классификация казалась правдоподобной, ибо содержала социальные коннотации; к первому классу относились латинские тексты и придворная поэзия, ко второму — все остальные произведения, считавшиеся, в духе романтиков, первородным искусством.

В настоящее время средневековую литературу принято разделять на латинскую литературу и литературу на народных языках (романских и германских). Различия между ними фундаментальны. Долгое время ни латинские литературные формы не имели соответствий в народных языках, ни, наоборот, романо-германские формы — в латыни. Лишь в XII веке латинская традиция утрачивает замкнутость и «модернизируется», тогда как народные языки обретают способность разрабатывать некоторые её аспекты. Но явление это долгое время остается маргинальным. Понятие «литература» в том смысле, в каком мы понимаем его сейчас, то есть предполагающее письменный и в то же время выраженно индивидуальный характер текста, по-настоящему применимо только к латинским текстам эпохи. В тех случаях, когда наблюдается совпадение какого-либо факта латинской литературы с фактом литературы романо-германской, они почти всегда отделены друг от друга значительным временным промежутком: романо-германское явление возникает гораздо позднее, чем его предполагаемый образец.
Народные языки заимствовали из школьной традиции известное количество приемов — но от случая к случаю, в силу второстепенных потребностей и возможностей. Единственным примером латинского жанра, усвоенного в первоначальном виде народным языком, служит животная басня, восходящая к Эзопу. Современная филология решительно отказалась от теорий 1920—1930-х годах., согласно которым фаблио или пастурель восходят к латинским образцам.
Трудно сказать, как связано «каролингское возрождение» с появлением первых текстов на народном языке, однако связь между двумя этими явлениями безусловно имеется. Упадок X века, судя по всему, как-то соотносится с предысторией романской поэзии. «Возрождение XII века» совпадает с появлением новых поэтических форм, которым суждено вскоре потеснить все остальные: куртуазной лирики, романа, новеллы, нелитургических драматических «действ».
В начале XII века при англо-нормандском дворе начался процесс перевода латинских текстов на романский язык (развитию народного языка в этой среде благоприятствовали, по-видимому, те англосаксонские обычаи, которые существовали до завоевания — и которые ещё не имели аналогов на континенте). Примерно полвека англо-нормандские переводчики трудились в одиночестве, и лишь с середины века к ним присоединились пикардийские переводчики. Число переводчиков резко возрастает уже с начала XIII века, века морали и педагогики, когда в культурном балансе повышается удельный вес городов и школ.
Слово «перевод» здесь нужно понимать в расширительном смысле. Чаще всего речь идет об адаптациях — приблизительных, упрощенных или комментированных эквивалентах оригинала, которые предназначались для какого-либо двора, проявлявшего интерес к «ученым» вопросам. Труды эти преследовали главным образом практическую цель: переводчик, стремясь угодить вкусам клиента, создавал нечто вроде литературного аналога оригинала, обычно с помощью стиха — почти всегда восьмисложника, закрепившегося к тому времени в повествовательной традиции.

## Эстетика средневековой литературы
В Средние века появляется новая, по сравнению с античностью, система эстетического мышления, обусловленная тремя основными источниками: влиянием античности, христианства и народного творчества «варварских» народов. Средневековая мысль умеет сочетать систематическую разработку наследия прошлого с восприимчивостью к различным экзотическим влияниям, а также с редкой способностью заново открывать и использовать древние недра автохтонной, крестьянской культуры, сохранившиеся под покровом римской цивилизации.